# Harry Sauthoff
Harry Sauthoff, Sr., eigentlich Harry Edward Sauthoff, (* 3. Juni 1879 in Madison (Wisconsin); † 16. Juni 1966 in Madison (Wisconsin)) war ein US-amerikanischer Rechtsanwalt und Politiker.

## Leben
Harry Sauthoff, Sohn eines deutschen Einwanderers, Bruder des Arztes und Psychiaters August Sauthoff und Neffe des Moringer Stadtkämmerers Heinrich Sauthoff, studierte nach Besuch der öffentlichen Schulen an der Universität von Wisconsin in Madison und wurde 1902 graduiert. Er arbeitete 1902–1905 als Lehrer in Lake Geneva (Wisconsin) an der High School  und 1905–1906 an der Northern Illinois State Normal School in DeKalb (Illinois). Darauf kehrte er an die Universität von Wisconsin zum Jura-Studium zurück und wurde 1909 graduiert und als Rechtsanwalt zugelassen.
Sauthoff eröffnete eine Rechtsanwaltskanzlei in Madison. Von 1915 bis 1919 war er District Attorney des Dane County in Wisconsin. 1921 wurde er Sekretär des  Governor John J. Blaine. 1921 war er Delegierter auf der International Conference on the St. Lawrence Deep Waterway der USA und Kanada und ebenso auf der Mississippi Valley Conference on Mississippi River Improvement.
1925 bis 1929 war Sauthoff Mitglied des Senats von Wisconsin. 1934 wurde er als Fortschrittler in das US-Repräsentantenhaus gewählt, jedoch 1938 nicht wiedergewählt. Erst 1940 gelang ihm die Wiederwahl. 1944 kandidierte er als Unabhängiger für den US-Senat, unterlag aber mit 5,8 % der Stimmen. Darauf nahm er wieder seine Rechtsanwaltsarbeit auf bis zu seinem Ruhestand 1955.